# Сангасте (волость)
Сангасте (эст. Sangaste) — бывшая волость в Эстонии в составе уезда Валгамаа.

## Положение
Площадь волости — 144,7 км², численность населения на 1 января 2006 года составляла 1489 человек.
Административный центр волости — посёлок Сангасте. Помимо этого, на территории волости находится ещё 13 деревень: Кеени, Куревере, Лаукюла, Лоссикюла, Мяэкюла, Мягисте, Принги, Ресту, Ристтее, Сарапуу, Ваалу, Яду, Тииду.